# Dominica Phoenix
Dominica Phoenix (RSFS de Kirguistán; 14 de diciembre de 1989) es una actriz pornográfica y modelo erótica rusa.

## Biografía
Dominica Phoenix, nombre artístico, nació en diciembre de 1989 en la República Socialista Soviética de Kirguistán, estando todavía vigente la Unión Soviética. Cuando el entablado de la URSS se desmoronó, se trasladó junto a su familia a Rusia. No se conocen más datos sobre su biografía anteriores a sus 20 años, cuando decidió trasladarse a Praga (República Checa), para comenzar en 2011 su carrera como actriz pornográfica a los 22 años de edad.
Como actriz ha trabajado para productoras tanto europeas como estadounidenses, destacando Evil Angel, Digital Sin, Mofos, 21Sextury, Mile High, Pure Play Media, Bangbros, Wicked, SexArt, Kink.com, Reality Kings, Brazzers o Private, entre otras.
Ha aparecido en más de 340 películas como actriz.
Algunas películas de su filmografía son Anal Desires 2, Bite Size Anal Beauties, Cum Swapping Threesomes, Fuck My Hairy Pussy, Handymen, It All Leads To Anal, MILF Creampies 3, Rocco One On One 13, Satisfying Her Appetite, Stranded Teens 7 o Threesome Fantasies.

## Premios y nominaciones
| Año  | Ceremonia         | Resultado | Premio                                         |
| ---- | ----------------- | --------- | ---------------------------------------------- |
| 2018 | Spank Bank Awards | Nominada  | Contessa of Cum                                |
| 2018 | Spank Bank Awards | Nominada  | Group / Orgy Maestro of the Year               |
| 2018 | Spank Bank Awards | Nominada  | Most Comprehensive Utilization of All Orifices |
| 2018 | Spank Bank Awards | Nominada  | Three Kielbasas in a Corridor                  |
| 2019 | Spank Bank Awards | Nominada  | ATOGM Girl of the Year                         |
| 2019 | Spank Bank Awards | Nominada  | Gangbanged Girl of the Year                    |
| 2019 | Spank Bank Awards | Nominada  | Golden Shower Goddess of the Year              |
| 2019 | Spank Bank Awards | Nominada  | Group / Orgy Maestro of the Year               |
| 2019 | Spank Bank Awards | Nominada  | Two Hot Dogs in a Hallway                      |